# Cyclosa oculata
Cyclosa oculata (Walckenaer, 1802) è un ragno appartenente alla famiglia Araneidae.

## Distribuzione
La specie è stata reperita in diverse località della regione paleartica

## Tassonomia
Al 2013 non sono note sottospecie e dal 2007 non sono stati esaminati nuovi esemplari.